# Balga
Balga (niem. Balga, ros. Бальга) – dawny średniowieczny zamek i osada krzyżacka. Ruiny zamku położone są koło wsi Wiesiołoje (Весёлое) w obwodzie królewieckim, w rejonie bagriatonowskim, nad Zalewem Wiślanym. Balga leży w krainie historycznej Prusy Dolne.
Dojazd z Braniewa przez Mamonowo (niem. Heiligenbeil, pol. Święta Siekierka), za Mamonowem od drogi do Królewca w lewo. Dalej na północny wschód, również nad Zalewem Wiślanym, znajdowała się siedziba sąsiedniej komturii Pokarmin.

## Historia

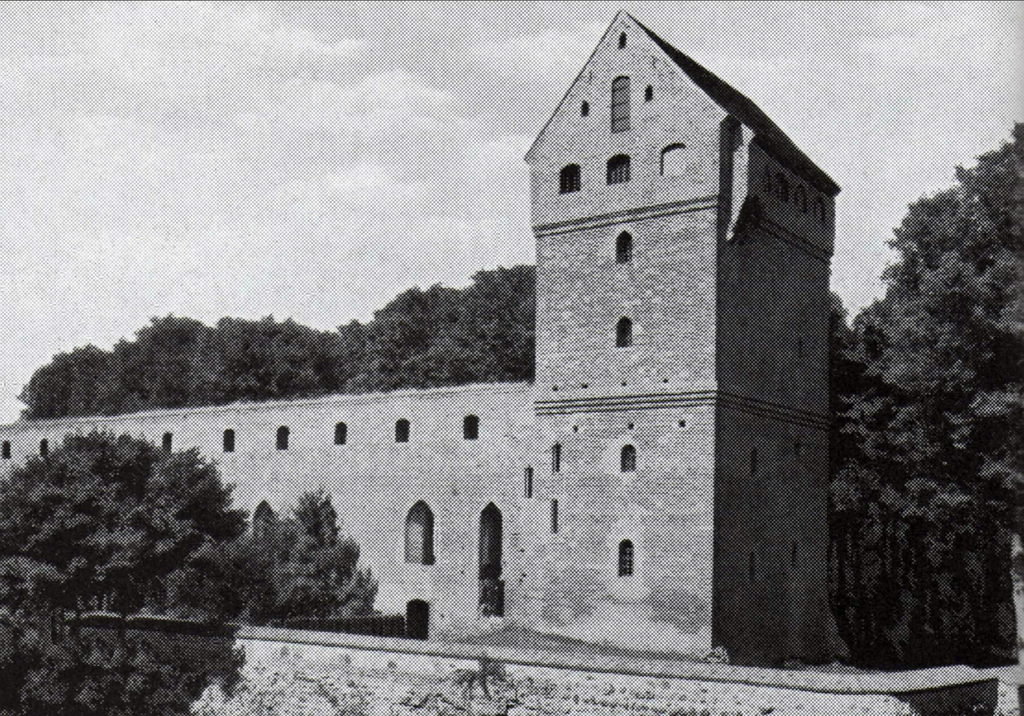
Zamek w Bałdze lata 30. XX w.

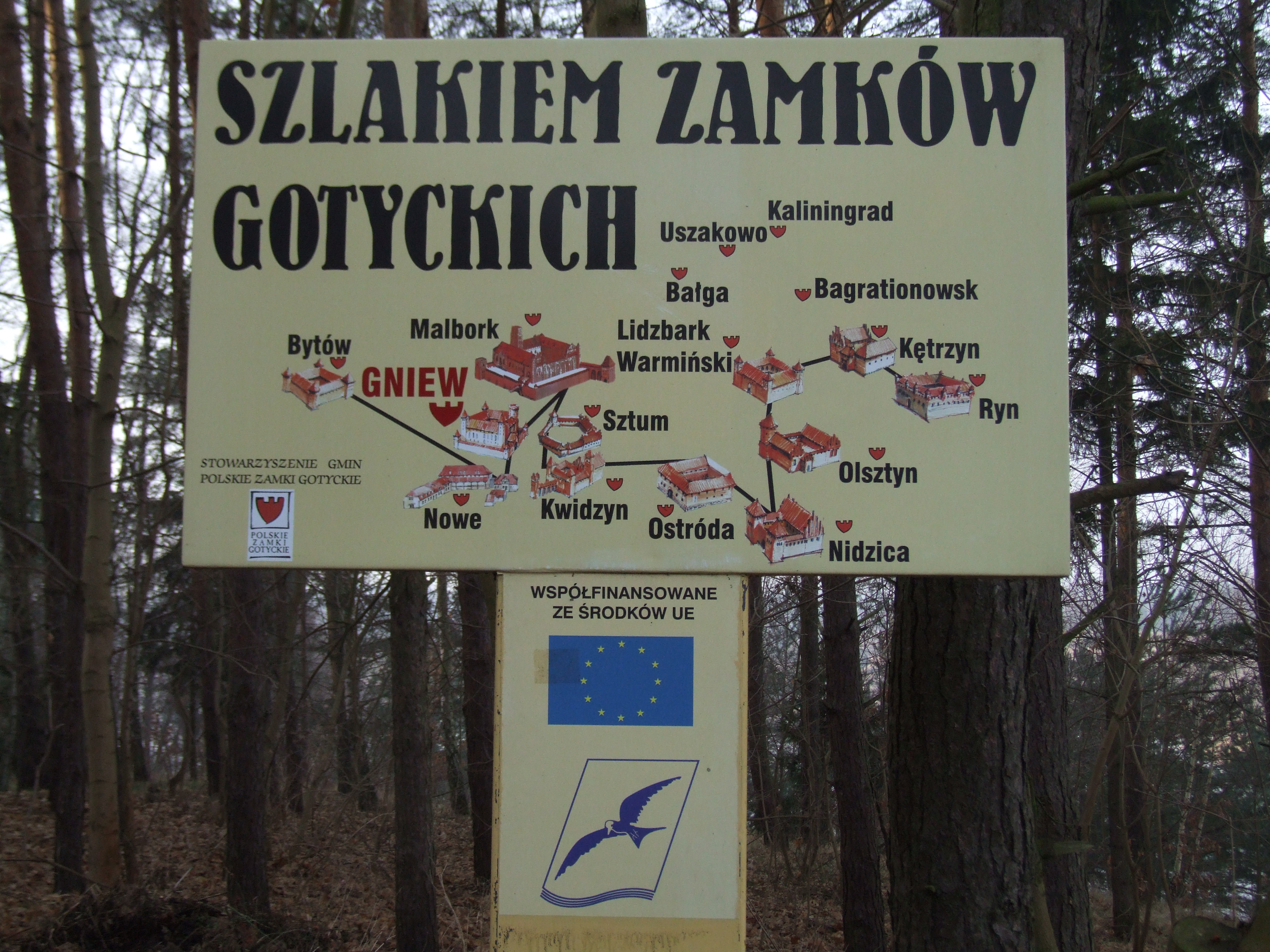
Zamki Gotyckie w Polsce

Chorągiew komturii Balgi zdobyta pod Grunwaldem

W 1238 Krzyżacy zdobyli pruski gród Honeda (na terenie lauksu Wuntenowe) należący do Warmów, gdzie w roku następnym założyli zamek. Od 1250 Balga była siedzibą komturii, która rozciągała się pasem na południowy wschód, sięgając do Pisza i Ełku. Komturzy Balgi czasowo pełnili jednocześnie funkcję wójta Natangii. Komturia zaliczała się do Prus Dolnych, dlatego podlegała wielkiemu marszałkowi w Królewcu.
Balga ze względu na położenie (komunikacja wodna) nie została zdobyta w czasie powstań pruskich. W 1253 przez Balgę na Sambię kierowała się wyprawa z królem czeskim Przemysłem Ottokarem II. W tym czasie kończono budowę nowego zamku przeznaczonego dla konwentu. Budowlę uzupełniono o przedzamcze na początku XIV wieku. Zamek został rozebrany na początku XVII wieku, a materiał budowlany wykorzystano na budowę twierdzy w Piławie (niem. Pillau). Do 1945 roku Balga liczyła ponad 700 mieszkańców.

## Teraźniejszość
Obecnie Balga jest miejscowością niezamieszkaną, a z dawnej zabudowy niemalże nic nie dotrwało do naszych czasów. Po zamku pozostały odkryte fundamenty oraz ruiny przedzamcza, częściowo odrestaurowanego przed II wojną światową. W pobliżu pozostałości zamku znajdują się ruiny kościoła św. Mikołaja z XIV wieku z zachowanymi fragmentami murów obwodowych i portalem zdobionym kamieniami przywiezionymi z Ziemi Świętej oraz resztkami malowideł ściennych.
Kościół parafialny w Baldze przed 1525 należał do archiprezbiteratu w Braniewie.
W miejscowości znajduje się męski skit Obrazu Chrystusa Zbawiciela Nie Ludzką Ręką Uczynionego, podlegający eparchii kaliningradzkiej Rosyjskiego Kościoła Prawosławnego.